# Albal
Albal é um município da Espanha na província de Valência, Comunidade Valenciana. Tem 7,4 km² de área e em 2021 tinha 16 646 habitantes (densidade: 2 249,5 hab./km²).

## Demografia
| Variação demográfica do município entre 1991 e 2004 | Variação demográfica do município entre 1991 e 2004 | Variação demográfica do município entre 1991 e 2004 | Variação demográfica do município entre 1991 e 2004 |
| --------------------------------------------------- | --------------------------------------------------- | --------------------------------------------------- | --------------------------------------------------- |
| 1991                                                | 1996                                                | 2001                                                | 2004                                                |
| 9 157                                               | 10 523                                              | 12 652                                              | 13 534                                              |